# AgustaWestland
Pour les articles homonymes, voir Westland.
AgustaWestland SpA était une société industrielle multinationale dont la production principale sont les hélicoptères civils et militaires. Depuis le 1er janvier 2016, elle ne forme plus qu'une division de Leonardo (ancienne Finmeccanica): Helicopter division.
Née de la fusion en 2000 de l’italien Agusta SpA et du britannique Westland Aircraft Ltd, Finmeccanica a racheté le 26 mai 2004 la totalité des parts du groupe britannique pour 1 060 millions de Livres.
En 2012, Eurocopter domine le marché des hélicoptères civils revendiquant 44 % des livraisons sur le marché mondial des hélicoptères civils et parapublics (police et services d'urgence) pour un marché évalué à 750 hélicoptères (25 % pour Bell et 16 % pour Agusta Westland).

## Histoire
La collaboration entre les constructeurs italien Agusta et britannique Westland remonte aux années 1960 quand Westland a commencé la production sous licence du modèle AB47G Agusta, mieux connu comme le « Sioux ». À partir de 1964, Westland construit 250 de ces hélicoptères à Yeovil.
La relation entre Agusta et Westland évolue depuis la fin des années 1990 grâce à la collaboration sur le développement et la production de l'hélicoptère de 16 tonnes multi-rôle EH101. Cette association a fourni la plate-forme qui a permis aux deux compagnies de conclure une intégration rapide et efficace quand le groupe public italien Finmeccanica SpA et le britannique GKN ont signé un accord pour la création d'une coentreprise nommée AgustaWestland en 2001. En décembre 2004, Finmeccanica a acquis la totalité du capital AgustaWestland SpA.

## Production
- Appareils civils :
  - A109 Power
  - A109 Power elite
  - Agusta A.119
  - AgustaWestland AW139
  - AgustaWestland AW169
  - AgustaWestland AB 412 (production sous licence)
  - Bell/Agusta BA609 (production sous licence)
  - AgustaWestland EH101
  - Da Vinci, hélicoptères de sauvetage en montagne de la REGA
- Appareils militaires :
  - Agusta A.109 Hirundo
  - Agusta A.119 Koala
  - Agusta A.129 Mangusta
  - Agusta-Bell AB.102
  - Agusta-Bell AB.212
  - AgustaWestland AW149
  - AgustaWestland Super Lynx 300
  - AgustaWestland WAH-64 Apache (production sous licence)
  - AgustaWestland EH101 Merlin

## Partenariats
Agusta Westland est liée aux principaux constructeurs d'hélicoptères par le moyen de partenariats ciblés :
- le Bell/Agusta BA609, un convertible civil de type tiltrotor, dans le cadre d'une coentreprise avec Bell Aircraft Corporation où Agusta Westland détient 50 % des parts
- l'hélicoptère de transport militaire NH90, produit par le consortium européen NHIndustries, détenu à 32 % par Agusta Westland
- Agusta Westland, associé avec Sikorsky Aircraft Corporation, remporta en 2005 le contrat pour 23 appareils pour le transport du Président des États-Unis (Marine One), du Vice-président (Marine Two) et des membres du cabinet présidentiel américain. Ce programme, qui devait aboutir à la mise en service du Lockheed Martin VH-71 Kestrel ou US101, un dérivé de l'EH101, a été stoppé le 6 avril 2009[5].